# Vancouver Whitecaps
Der Vancouver Whitecaps Football Club, kurz Vancouver Whitecaps FC und meist als Vancouver Whitecaps bezeichnet, ist ein Franchise der Profifußball-Liga Major League Soccer (MLS) aus Vancouver, Kanada.
Das Team wurde 1986 unter dem Namen Vancouver 86ers gegründet und spielte zuerst in der Canadian Soccer League (CSL). Nach Namens- und Ligenwechsel kam das Team als 17. Mannschaft 2011 in die MLS und war bis dahin das zweite kanadische Team in der nordamerikanischen Profiliga.
Von 1974 bis 1984 gab es bereits einen Verein unter dem Namen Vancouver Whitecaps in der North American Soccer League.

## Geschichte

### Vancouver 86ers (1986–2001)
1986 wurde mit den Vancouver 86ers ein neuer Profiverein gegründet. Der Name 86ers bezieht sich sowohl auf das Gründungsjahr des Vereins als auch auf das Gründungsjahr der Stadt Vancouver (1886). Der Verein spielte in der Canadian Soccer League (CSL). Zwischen 1988 und 1991 wurden die 86ers viermal in Folge Meister dieser Liga und stellten mit einer Serie von 46 Spielen in Folge ohne Niederlage einen Rekord für nordamerikanische Profisportligen auf. Nachdem die CSL 1992 ihren Spielbetrieb einstellte, schlossen sich die 86ers der American Professional Soccer League an, der späteren A-League und heutigen USL First Division.

### USL First Division (2001–2010)

Ursprüngliches Logo der Vancouver Whitecaps

2001 nahmen die 86ers wieder den Namen Vancouver Whitecaps an. Zwei Jahre später wurde der Name erneut geändert. Seitdem trug der Verein den offiziellen Namen Whitecaps FC. In der Saison 2006 wurden die Whitecaps Meister der USL First Division.
Hauptrivalen der Whitecaps waren die Seattle Sounders und die Portland Timbers. Die drei Mannschaften spielten jährlich um den „Cascadia Cup“. Eine kleinere Rivalität bestand zwischen den Whitecaps und Montreal Impact. Die zwei Teams spielten jährlich um den „Voyageurs Cup“ und ermittelten dabei die beste kanadische Mannschaft in der USL First Division. Die zwei größten Fanclubs waren die „Southsiders“ und die „Blue And White Brigade“.
Ende 2010 stellte das Team den Spielbetrieb in der USL ein und wechselte in die Major League Soccer. Aufgrund der Tradition trägt es auch dort den Namen Vancouver Whitecaps FC.

### Der Weg in die MLS
Als eines von sieben Teams bewarben sich die Investoren des Teams bei der Major League Soccer, um einen von zwei neuen Plätzen für die Saison 2011. Am 18. März 2009 erhielt Vancouver die Zusage, zwei Tage bevor Portland, Oregon bestätigt wurde. Seit der Saison 2011 nimmt die Mannschaft an der MLS teil.
Während der Vorbereitung auf die erste MLS Saison wurde Paul Barber, ehemaliger Funktionär bei Tottenham Hotspur, als Chief Executive Officer verpflichtet. Tom Soehn, früherer Fußballprofi und Trainer bei DC United, übernimmt den Posten des Sportdirektors. Der Niederländer Richard Grootscholten wurde neuer Technischer Direktor und ist verantwortlich für die Jugendarbeit des Franchises.
Am 2. September 2010 wurde bestätigt, dass der bisherige Trainer der Vancouver Whitecaps, Teitur Þórðarson, auch das MLS-Team übernehmen wird.

### Erste Saison in der MLS
Die Mannschaft feierte ihr Debüt in der Major League Soccer mit einem 4:2-Sieg über Toronto FC am 19. März 2011. Erster Torschütze war der Franzose Éric Hassli. Nach dem Sieg im ersten Spiel schaffte es die Mannschaft nicht einen weiteren in den kommenden 11 Spielen einzufahren. Aus diesem Grund wurde Trainer Teitur Þórðarson am 30. Mai 2011 entlassen. Nachfolger wurde der bisherige Sportdirektor des Franchises, Tom Soehn. Insgesamt landete die Mannschaft auf dem letzten Platz, sowohl in der Gesamttabelle als auch in der Western Conference. Am 3. November 2011 übernahm Martin Rennie, der vorher die Carolina RailHawks betreute, das Traineramt. In der Canadian Championship 2011 unterlag man im Finale dem Toronto FC.

### Major League Soccer
Am 21. Oktober 2012 erreichten die Whitecaps als erste kanadische Mannschaft die Play-offs. Dort verlor man allerdings das West Wild Card gegen LA Galaxy. Am Ende der Saison 2013 trennte man sich von Trainer Martin Rennie und der ehemalige walisische Nationalspieler Carl Robinson übernahm ein paar Wochen später die Mannschaft. Der langjährige Kapitän Jay DeMerit beendete am Ende der Saison 2013 seine Karriere. Seine Nachfolge übernahm zur Saison 2014 der Chilene Pedro Morales. Nach der Trennung von Trainer Carl Robinson im September 2018 übernahm Marc Dos Santos das Amt Anfang November desselben Jahres, nach dem dieses interimsweise von Jugendleiter Craig Dalrymple bekleidet wurde.
Bis 2013 standen die Whitecaps dreimal hintereinander im Finale um die Canadian Championship, konnten sich aber nicht durchsetzen.

## Name, Farben und Wappen
Der offizielle Teamname wurde am 8. Juni 2010 zusammen mit dem neuen Teamlogo bekanntgegeben. Es wurde der Name des USL-Teams beibehalten, die Ende 2010 den Spielbetrieb in der USSF D2 Pro League eingestellt hatten und deren Besitzer auch Mitbesitzer des neuen MLS-Teams ist. Der Name Whitecaps bezieht sich auf die schneebedeckten Kuppen der North Shore Mountains im Norden und die weiß-schaumigen Wellen des Pazifischen Ozeans im Westen.
Die offiziellen Farben des Franchises sind Blau, Weiß und Hellblau. Diese sind auch im Wappen zu finden, wo das Blau an die Nähe zum Wasser erinnern soll. Das helle Blau zeigt die Reflexion der North Shore Mountains im Pazifik. Der hellere Blauton ist auch eine Anspielung auf die erste Whitecaps-Mannschaft in der NASL. Die silberne Umrandung symbolisiert die bisherigen Erfolge der Whitecaps-Teams.

## Stadion
- Swangard Stadium in Burnaby (bis 2010)
- Empire Field; Vancouver, British Columbia (März 2011 – September 2011)
- BC Place Stadium; Vancouver, British Columbia (30. September 2011– )

Mit Aufnahme des Spielbetriebs 2011 trägt das Team seine Spiele im BC Place Stadium aus. Dieses Mehrzweck-Stadion wurde im Rahmen der Olympischen Winterspiele 2010 für 565 Mio. CAD renoviert. Bei einem Fußballspiel umfasst das Stadion 21.000 Plätze.
Während der Bauarbeiten am BC Place Stadion wurden die Spiele im provisorisch errichteten Empire Field ausgetragen. Dieses Stadion erfasste 27.500 Sitzplätze und befand sich auf dem ehemaligen Gelände des Empire Stadium am Hastings Park in Vancouver. Im Dezember 2011 wurde es abgerissen.
Ursprünglich planten die Verantwortlichen der Whitecaps den Bau eines eigenen Stadions. Das Whitecaps Waterfront Stadium soll 20.000 bis 30.000 Zuschauer fassen und in dem historischen Stadtteil Gastown entstehen.
Momentan trainieren die Whitecaps auf verschiedenen Trainingsplätzen im Großraum Vancouver. In Zusammenarbeit mit Verantwortlichen von British Columbia und der University of British Columbia soll bis zur Fußball-Weltmeisterschaft der Frauen 2015 ein neues Trainingsgelände auf dem Universitätsgelände entstehen. Das National Soccer Development Centre soll 32,5 Millionen US-Dollar kosten.

## Fans und Rivalen

### Fans
Der größte Fanklub sind die Vancouver Southsiders. Die Gruppe wurde 1999 in dem Biergarten im südlichen Teil des Swangard Stadium gegründet. Aus diesem Grund nannten sie sich zuerst The Carlsberg Crew und wurden erst später in Vancouver Southsiders umbenannt. Der Name geht auf den Standort im Stadion zurück, wo die Fangruppierung ihren festen Sitz hat. Im Juli 2010 hatte der Klub 100 zahlende Mitglieder.

### Rivalen
Die Whitecaps haben eine historische Rivalität mit den Seattle Sounders und den Portland Timbers. Diese geht bis auf die North American Soccer League zurück, wo es bereits Mannschaften unter diesen Namen gab. Alle drei Mannschaften tragen während einer jeden Saison den Cascadia Cup aus. Hier ist derjenige Sieger, der die meisten direkten Duelle untereinander für sich entscheiden kann.
Des Weiteren besteht eine Rivalität mit den kanadischen Mannschaften FC Toronto und Montreal Impact.

## Organisation

### Eigentümer
Das Franchise gehört einer Gruppe von vier Investoren: Greg Kerfoot, Steve Luczo, Jeff Mallett und Steve Nash. Kerfoot ist der Hauptanteilseigner der Whitecaps seit 2002, als es noch ein Franchise unter diesem Namen in der USL gegeben hat. Vorher war er Vorstandsvorsitzender des IT-Unternehmens Crystal Decisions. Mallett ist ehemaliger Chief Operating Officer von Yahoo. Er war in seiner Jugend selber als Fußballer aktiv und spielte sowohl in der Junioren-Auswahl der kanadischen Provinz British Columbia, als auch auf dem College. Weitere Eigentümer sind der kanadische Basketballspieler Steve Nash und Steve Luczo. Luczo ist CEO des IT-Unternehmens Seagate Technology.

### Management
Der aus Irland stammende John Furlong ist der Hauptverantwortliche bei den Whitecaps. Vor seinem Engagement bei dem MLS-Franchise, war er der Vorsitzende und Chief Executive Officer des Komitees, welches die Olympischen Winterspiele 2010 in Vancouver organisiert hat. Präsident des Whitecaps FCs ist der ehemalige NASL- und kanadischer Nationalspieler Bob Lenarduzzi. Als Vize-Präsident und Verantwortlich für das Operative Geschäft ist der Kanadier Greg Anderson.

### Sponsoren
Trikotsponsor der Mannschaft ist Bell Canada. Die Whitecaps erhalten ca. 4 Millionen Kanadische Dollar im Jahr. Ein weiterer Hauptsponsor der Mannschaft ist die Bank of Montreal, die vor allem Unterstützung in der Jugendarbeit leistet. Weitere Sponsoren sind Electronic Arts, Alaska Airlines, Canadian Direct Insurance, Budweiser und der kanadische Ableger des südkoreanischen Kraftfahrzeugherstellers KIA Motors.

## Jugend und Entwicklung
Angelehnt an europäische Vereine waren die Whitecaps einer der ersten, die ein größeres Amateur- und Jugendsysteme in Nordamerika etablieren konnten.

### Vancouver Whitecaps FC Residency
Vancouver Whitecaps Residency, ehemals bekannt als Whitecaps FC Reserve, war die Reserveabteilung des Vereins und wurde 2005 gegründet. Unter Vancouver Whitecaps Residency sind mittlerweile die Jugendmannschaften U-13 bis U-18 zusammengefasst. Die U-16 und U-18 Mannschaft spielen in den Ligen der U.S. Soccer Development Academy. Der Jugendbereich des Frauenfußballs ist unter der Struktur Girls Elite Programs zusammengefasst. Auch hier gibt es die Altersbereiche U-14, U-16 und U-18.
In Zusammenarbeit mit dem Fußballverband von British Columbia, BC Soccer, entstand die EA SPORTS BC Soccer Premier League. Diese Fußballliga ist offen für Mannschaften mit den Altersstufen U-13 bis U-18. Die Whitecaps wollen damit die Region stärken und somit auch Talente für die Zukunft entdecken.
Alle Jugendmannschaften der Whitecaps sind dem sogenannten Player Developement System angeschlossen, welches Trainingslager und spezielle Fußballcamps beinhaltet. Des Weiteren unterstützt das MLS-Franchise das Community Soccer System, an denen Schulmannschaften mit den Altersstufen U-6 bis U-12 angeschlossen sind.

## Vancouver Whitecaps Women
Unter dem Namen „Vancouver Whitecaps Women“ hat der Verein eine Frauenmannschaft in der W-League. Die bekannteste Spielerin der Mannschaft ist die kanadische Nationalspielerin Christine Sinclair. Auch Kara Lang begann ihre Karriere in diesem Verein. Wie ihre männlichen Kollegen hat der Verein noch eine Reservemannschaft in der Pacific Coast Soccer League.

## Spieler und Mitarbeiter

### Aktueller Profikader
Stand: 6. August 2025
| Nr. |                    | Position | Name                      |
| --- | ------------------ | -------- | ------------------------- |
| 1   | Japan              | TW       | Yōhei Takaoka (IP)        |
| 2   | Uruguay            | AB       | Mathías Laborda (IP)      |
| 3   | Kanada             | AB       | Sam Adekugbe              |
| 4   | Serbien            | AB       | Ranko Veselinović (IP)    |
| 6   | Kanada             | MF       | Ralph Priso (HGP)         |
| 7   | Kanada             | ST       | Jayden Nelson (HGP)       |
| 11  | Vereinigte Staaten | ST       | Emmanuel Sabbi            |
| 12  | Syrien             | AB       | Belal Halbouni            |
| 13  | Deutschland        | ST       | Thomas Müller             |
| 14  | Mexiko             | ST       | Daniel Ríos               |
| 15  | Norwegen           | AB       | Bjørn Inge Utvik          |
| 16  | Vereinigte Staaten | MF       | Sebastian Berhalter (HGP) |
| 18  | Kolumbien          | AB       | Édier Ocampo              |
| 19  | Kroatien           | MF       | Damir Kreilach (IP)       |

| Nr. |                    | Position | Name                     |
| --- | ------------------ | -------- | ------------------------ |
| 20  | Paraguay           | MF       | Andrés Cubas (IP, DP)    |
| 22  | Kanada             | MF       | Ali Ahmed                |
| 24  | Vereinigte Staaten | ST       | Brian White              |
| 25  | Schottland         | ST       | Ryan Gauld (IP, DP)      |
| 26  | Frankreich         | MF       | J. C. Ngando (IP, GA)    |
| 27  | Australien         | AB       | Giuseppe Bovalina        |
| 28  | Vereinigte Staaten | AB       | Tate Johnson             |
| 30  | Vereinigte Staaten | TW       | Adrián Zendejas          |
| 32  | Kanada             | TW       | Isaac Boehmer (HGP)      |
| 33  | Vereinigte Staaten | AB       | Tristan Blackmon         |
| 45  | Ecuador            | MF       | Pedro Vite (IP, U22)     |
| 50  | Kanada             | TW       | Max Anchor (HGP)         |
| 52  | Kanada             | ST       | Nicolas Fleuriau Chateau |
| 59  | Kanada             | MF       | Jeevan Badwal            |

### Trainerstab
Stand: 21. Februar 2025
- Jesper Sørensen (Cheftrainer)
- Michael D'Agostino (Assistenztrainer)
- Youssef Dahha (Torwarttrainer)

### Bisherige Trainer
| Jahre                                  | Name                      | Nationalität       |
| -------------------------------------- | ------------------------- | ------------------ |
| 1. September 2010 – 30. Mai 2011       | Teitur Thordarson         | Island             |
| 30. Mai 2011 – 25. Oktober 2011        | Tom Soehn (interim)       | Vereinigte Staaten |
| 26. Oktober 2011 – 29. Oktober 2013    | Martin Rennie             | Schottland         |
| 16. Dezember 2013 – 25. September 2018 | Carl Robinson             | Wales              |
| 25. September 2018 – 6. November 2018  | Craig Dalrymple (interim) | England            |
| 7. November 2018 – 27. August 2021     | Marc Dos Santos           | Kanada             |
| 27. August 2021 – 26. November 2024    | Vanni Sartini             | Italien            |
| 14. Januar 2025 –                      | Jesper Sørensen           | Danemark           |

## Erfolge
- Canadian Championship

Sieger (4): 2015, 2022, 2023, 2024
Finale (5): 2011, 2012, 2013, 2016, 2018
- Walt Disney World Pro Soccer Classic

Sieger: 2012
- Cascadia Cup

Sieger: 2013, 2014
Canadian Soccer League (1987–1992)
- Canadian Soccer League Championship

Sieger (4): 1988, 1989, 1990, 1991
Finale (1): 1992
- Canadian Soccer League: Regular Season (1987–1992)

Sieger (5): 1988, 1989, 1990, 1991, 1992
USL First Division
Sieger (2): 2006, 2008
Finale (1): 2009
 North American Club Championship
Sieger (1): 1990

## Statistiken

### Saisonbilanz
| Saison | Regular Season   | Play-offs          | Canadian Championship | CONCACAF Champions League |
| ------ | ---------------- | ------------------ | --------------------- | ------------------------- |
| 2011   | 9. Platz (West)  | nicht qualifiziert | Finale                | nicht qualifiziert        |
| 2012   | 5. Platz (West)  | Knockout Round     | Finale                | nicht qualifiziert        |
| 2013   | 7. Platz (West)  | nicht qualifiziert | Finale                | nicht qualifiziert        |
| 2014   | 5. Platz (West)  | 1. Runde           | Halbfinale            | nicht qualifiziert        |
| 2015   | 2. Platz (West)  | Viertelfinale      | Sieger                | nicht qualifiziert        |
| 2016   | 8. Platz (West)  | nicht qualifiziert | Finale                | Halbfinale                |
| 2017   | 3. Platz (West)  | Viertelfinale      | Halbfinale            | nicht qualifiziert        |
| 2018   | 8. Platz (West)  | nicht qualifiziert | Finale                | nicht qualifiziert        |
| 2019   | 12. Platz (West) | nicht qualifiziert | 3. Runde              | nicht qualifiziert        |
| 2020   | 9. Platz (West)  | nicht qualifiziert | nicht qualifiziert    | nicht qualifiziert        |
| 2021   | 6. Platz (West)  | 1. Runde           | 1. Runde              | nicht qualifiziert        |
| 2022   | 9. Platz (West)  | nicht qualifiziert | Sieger                | nicht qualifiziert        |
| 2023   | 6. Platz (West)  | 1. Runde           | Sieger                | 1. Runde                  |
| 2024   | 8. Platz (West)  | 1. Runde           | Sieger                | 1. Runde                  |

1. ↑  Der Wettbewerb beginnt jeweils im Herbst des vorherigen Jahres.

### Besucherschnitt
Regular Season / Play-offs
- 2011: 20.412 / nicht qualifiziert
- 2012: 19.475 / kein Heimspiel
- 2013: 18.803 / nicht qualifiziert

### Top 10 nach Einsätzen und Toren
Stand: 29. Oktober 2014 und 29. Oktober 2014.
| Einsätze | Einsätze        | Einsätze |
| -------- | --------------- | -------- |
| 1        | Gershon Koffie  | 105      |
| 2        | Jordan Harvey   | 97       |
| 3        | Camilo Sanvezzo | 92       |
| 4        | Darren Mattocks | 71       |
| 4        | Jay DeMerit     | 71       |
| 6        | Russell Teibert | 68       |
| 7        | Alain Rochat    | 67       |
| 8        | Lee Young-pyo   | 65       |
| 9        | Joe Cannon      | 56       |
| 10       | Andy O’Brien    | 50       |

| Tore | Tore              | Tore |
| ---- | ----------------- | ---- |
| 1    | Camilo Sanvezzo   | 39   |
| 2    | Darren Mattocks   | 16   |
| 3    | Kenny Miller      | 13   |
| 4    | Éric Hassli       | 12   |
| 5    | Pedro Morales     | 10   |
| 5    | Kekuta Manneh     | 10   |
| 7    | Gershon Koffie    | 8    |
| 8    | Jordan Harvey     | 7    |
| 9    | Erik Hurtado      | 5    |
| 10   | Sébastien Le Toux | 4    |

Anmerkung: Aufgeführt sind nur die Einsätze innerhalb der MLS.